# Ghyslain Bertholon
 (août 2024).
Ghyslain Bertholon est un artiste plasticien français né à Décines-Charpieu en 1972.

## Biographie
Ghyslain Bertholon est diplômé de l’École des beaux-arts de Saint-Étienne en 1998 (diplôme national supérieur d'expression plastique)[réf. souhaitée]. En 2005, il réalise sa première exposition personnelle, avant d'être remarqué dans les années 2010 par sa série de "trochés de face". Ces œuvres ironiques sont constituées d'arrières-trains d'animaux naturalisés et présentés à la façon de trophées de chasse, Il participe ainsi au retour en grâce de la taxidermie dans l'art contemporain. 

## Expositions (sélection)

### Expositions collectives
- HORIZONS 2021, 2021[5], Exposition de sculptures éphémères dans l’espace public - Arts Nature en Sancy, Parc Naturel du Sancy
- Les extatiques 2021, La Défense, du 24 juin au 3 octobre 2021[6],[7]
- Il est encore temps, Galerie Art22, Bruxelles, du 4 mars au 25 avril 2021[8],
- Inappropriate Thoughts, 2020[9], by Ghyslain Bertholon / Solo show - Please Do Not Enter /THE LAB/ at NoMad, Los Angeles, U.S.A.
- Safaris-Safarix, 2016[10], Musée de la Chasse et de la Nature, Paris. Avec Joan Fontcuberta & Carl Trost, Dimitri Tsykalov, Nicolas Rubinstein, Christian Gonzenbach, David Chancellor, Hergé, Ghyslain Bertholon
- Tu dois changer ta vie, Le Tri Postal (dans le cadre de Lille 3000), Lille, du 26 septembre 2015 au 17 janvier 2016[11],[12]

### Expositions personnelles
- You are innocent when you dream, le retour de la revanche, château-musée de Tournon-sur-Rhône, du 11 juin au 9 octobre 2016[13],[14]
- Trust me I'm an artist, Galerie Metamorphik, Sainte-Foy-les-Lyon, du 5 novembre au 4 décembre 2016[15],[16]
- Dernier rappel de la forêt, Galerie Rabouan Moussion, Paris, du 23 septembre au 4 novembre 2023[17]
- À contre-courant, monastère royal de Brou, du 3 mai au 9 juin 2024[18],[19]

## Commandes publiques
- Petra Silva Du Giffre - Commande publique Ville de Taninges, sculpture pérenne en pierre de taille, 2017
- Taupologie de Fontfroide - Abbaye de Fontfroide, In Situ, Pose de l’œuvre juin 2015
- Lauréat 1% artistique, Parc du Vallon - Installation de Rypa Silva à Lyon (quartier Duchère), 2014-2015
- Lauréat 1% artistique Vitry sur Seine - Installation de Paloma Square Balzac à Vitry-sur-Seine (94), 2014-2015
- Taupologie et autres pots de taupes - Acquisition région Rhône-Alpes
- 1% artistique - Rénovation établissement, scolaire à Sorbiers, Pose de l’œuvre septembre 2014
- Taupologie du Château du Rivau, Pose de l’œuvre mars 2012
- Taupologie de l’Hôtel de Sully - Production du Centre des monuments nationaux, Place des Vosges, Paris, 2011-2012
- Taupologie de La Roque d’Anthéron - La Roque d’Anthéron, Pose de l’œuvre printemps 2012
- Fountain of love (to Mister Jean-Honoré Fragonard) - Commande publique / œuvre pérenne Grand parc de Miribel-Jonage, 2011
- 'R' du large, Place Chavanelle à Saint-Étienne, 2006
- Jardins des Utopies, Ville de Saint-Étienne, 2003

## Acquisitions et collections
- REZILIENTIA (à l’issue de l’édition 2021 des Extatiques[20] à Paris) - Paris La Défense, 2021

### Œuvres en collections publiques
- Diachrome VI (2004) & Diachrome IX (2005), FRAC Occitanie Montpellier[21]
- Petra Silva, Ville de Lyon[22],[23]